# Hedonia
Hedonia is een roman van de Nederlandse schrijver Kees van Kooten. Het boek kwam in 1984 uit bij uitgeverij De Bezige Bij.
In deze roman volgen we een schrijver die alleen thuis zit. Zijn vrouw is naar New York om regisseur-acteur Woody Allen te interviewen. De schrijver merkt al snel dat hij zonder zijn vrouw moeilijk zijn draai kan vinden.

## Verhaal
Schrijver Kees van Kooten zit thuis. Zijn kinderen zijn naar school en zijn vrouw zit in New York. Ze heeft een afspraak om de Amerikaanse komiek/regisseur en acteur Woody Allen te interviewen. De vrouw van Van Kooten, Barbara, is vertaalster en heeft enige scripts van Woody Allen vertaald.
Hoewel hij in een huis woont dat is afgeladen met boeken en platen, kan Van Kooten niet zijn draai vinden. Hij mist zijn vrouw en is heimelijk bang dat Woody Allen met Barbara naar bed zal gaan. Tenslotte staat Allen bekend als een 'vrouwenverslinder'. Van Kooten kan zijn vrees met niemand delen. Zijn kinderen zijn nog te jong en hebben verder weinig op met de Amerikaan. Als Van Kooten een videoband huurt van de film Take the Money and Run van Woody Allen, doen zijn kinderen de humor van de laatste af als 'vervelend'. Zelf is Van Kooten wel een fan van de films van Woody Allen en hij heeft ooit een artikel over de Amerikaanse komiek geschreven. Aan de ene kant is hij trots dat zijn vrouw Allen gaat interviewen, aan de andere kant haat hij de man omdat hij een bedreiging vormt. Deze haat-liefdeverhouding blijft het hele boek een rol spelen. Als halverwege de roman zijn oude schoolvriend Frans op bezoek komt, heeft deze een polaroid bij zich. Op de foto is Woody Allen te zien die aan een tafeltje zit met Barbara. Onmiddellijk is Van Kooten weer jaloers en verzint hij hele verhalen rond het interview tussen zijn vrouw en Allen. Als Barbara terug is en dodelijk vermoeid van de reis op bed ploft, kan de schrijver zijn ongeduld niet bedwingen en vraagt of ze met Allen naar bed is geweest. Barbara geeft dan als antwoord: "Zou je dat leuk vinden?".
Als Van Kooten thuis zit en maar tot niets komt, glijden zijn gedachten weg naar zijn jeugd in Den Haag. Hij mijmert over de optredens van Wim Kan en diens ABC-cabaret waar hij met zijn ouders naartoe ging in de jaren vijftig en denkt terug aan de confrontatie tussen Wim Kan en Rudi Carrell tijdens het optreden van The Beatles in Blokker in 1964. De komst van zijn oude schoolvriend Frans onderbreekt even zijn periode van nietsdoen. Frans is eigenlijk geen echte vriend. Kees van Kooten kent hem nog van zijn middelbareschooltijd. Frans is naar Nijenrode gegaan en heeft zich ontpopt tot een zelfzuchtig mens die alleen maar genot najaagt. Zijn verhalen zijn doorspekt met cocaïne, vluchtige seks en hersenloos vermaak. Een prettig mens is hij niet. Hij schoffeert zijn oude vader die in het ziekenhuis ligt en is onaardig tegen de kinderen van Van Kooten. Als de laatste Frans heeft afgeschud gaat hij de honden uitlaten. Hij ontmoet dan mevrouw 't H, zijn buurvrouw. Van Kooten is bezig voor mevrouw 't H. enige vertaalde teksten van de Mazdaznan beweging voor te bereiden voor het drukproces. De overleden echtgenoot van zijn buurvrouw was een aanhanger van deze beweging. Ze geeft hem nog wat aanvullend materiaal. Kort hierop komt Barbara terug en kan voor Van Kooten het leven weer normaal worden.

## Achtergrond
Kees van Kooten schrijft over het algemeen korte verhalen en columns. Hedonia was zijn eerste en tot nu toe enige roman. Net als in zijn korte verhalen blijft hij met Hedonia dicht bij zijn eigen leven. De hoofdpersoon uit het boek heet gewoon Kees van Kooten en ook zijn vrouw Barbara komt onder haar eigen naam voor. Oppervlakkig gezien lijkt Hedonia een verzameling korte verhaaltjes die bijeen wordt gehouden door de rode draad van de reis van Barbara naar New York. Maar dat zou onrecht doen aan dit boek. Hedonia is een volwaardige roman. De lezer wordt meegenomen naar de oppervlakkigheid en leegheid van het leven in het laatste kwart van de vorige eeuw. We hebben alles, maar kunnen nergens van genieten. Frans jaagt zijn genot na in seks en verdovende middelen, maar is inmiddels gescheiden en woont alleen. Het hedonia wat door Van Kooten wordt getoond is een schijnwereld. Een wereld waar quasi-filosofische bewegingen zin aan moeten geven. Het korte stukje waarin geschetst wordt dat Van Kooten zich schuldig voelt omdat hij nog weinig aan de teksten van Mazdaznan heeft gedaan is daar een voorbeeld van. Als hij de papieren in een map stopt heeft hij het idee dat zijn schuld weer geledigd is omdat hij een daad stelt. Hij heeft voor zichzelf het idee dat hij er 'iets' aan gaat doen. Ook stelt Van Kooten de onschuld en de eenvoud van de jaren vijftig tegenover de oppervlakkigheid van de jaren tachtig. Het warme gezinsleven van toen tegenover de kille afstandelijkheid van Frans tegenover zijn vader.
Zelf kan Van Kooten ook niet genieten van het leven. Althans niet zonder zijn vrouw. Hij lijdt onder het feit dat hij zichzelf niet meer zo leuk vindt als vroeger. Hij is onzeker zonder de warmte van zijn gezin en bang Barbara kwijt te raken aan een man met meer humor.